# Tom Coughlin
Thomas "Tom" Richard Coughlin (nascido em 31 de agosto de 1946) é um treinador e executivo de futebol americano dos Estados Unidos.
Ele foi o técnico principal do New York Giants, da National Football League (NFL), por doze temporadas e os levou a vitórias no Super Bowl XLII e no Super Bowl XLVI, ambos contra o New England Patriots. Coughlin também foi o treinador principal do Jacksonville Jaguars de 1995 a 2002 e liderando a equipe para dois jogos da Final da AFC. Antes de sua carreira como treinador principal na NFL, ele foi treinador principal de Boston College de 1991 a 1993, e serviu em várias posições de treinador na NFL, além de posições administrativas e no futebol universitário. Entre 2017 e 2019 foi também vice-presidente executivo de operações de futebol dos Jaguars.

## Primeiros anos
Coughlin nasceu em Waterloo, Nova York, em 1946, e jogou futebol americano e basquete no ensino médio. Ele idolatrava Ernie Davis e queria estudar na Universidade de Syracuse.

## Universidade
Coughlin estudou na Universidade de Syracuse quando recebeu uma bolsa de estudos do assistente técnico, Jim Shreve. Ele jogou como halfback no Syracuse Orange. Ele era companheiro de equipe de Larry Csonka.
Em 1967, ele estabeleceu o recorde de passes recebidos em uma única temporada da escola. Ele ficou em Syracuse depois da formatura e obteve seu mestrado enquanto trabalhava como assistente técnico.

## Estilo de treinamento
Coughlin foi orientado por Bill Parcells, enquanto Coughlin era treinador de Wide receiver e Parcells era o treinador principal do New York Giants. Como seu mentor, Coughlin é conhecido por ser um severo disciplinador e por sua atenção meticulosa aos detalhes (por exemplo, ele multou os jogadores por chegar apenas dois minutos antes das reuniões da equipe, dizendo que eles deveriam ter chegado pelo menos cinco minutos mais cedo), por causa disso, ele ganhou apelido de "Coronel Coughlin".
O recorde de Coughlin e dois títulos do Super Bowl o colocaram na história como um dos maiores treinadores de todos os tempos.

## Carreira como treinador
O primeiro trabalho como treinador de Coughlin foi no Rochester Institute of Technology de 1970 a 1973. Ele então retornou à Syracuse, onde foi eventualmente promovido a coordenador ofensivo, cargo que ele também ocupou em Boston College. Ele voltou para a equipe depois de sua passagem pelo Instituto de Tecnologia de Rochester. A segunda temporada de Coughlin começou em 1974 e terminou em 1980.
Ele deixou o nível universitário para se tornar treinador de Wide receiver na NFL no Philadelphia Eagles e, mais tarde, no Green Bay Packers e no New York Giants.
Em Nova York, ele foi assistente de Bill Parcells e ajudou os Giants a vencer o Super Bowl XXV.

### Boston College
Após a temporada de 1990, Coughlin retornou ao Boston College para assumir seu segundo emprego como treinador principal. Em três temporadas com Boston College, ele transformou o programa em um vencedor consistente. O mandato de Coughlin foi coroado com uma vitória por 41-39 contra Universidade de Notre Dame, essa foi a primeira vez que Boston College derrotou Notre Dame.

### Jacksonville Jaguars (1995-2002)
O sucesso de Coughlin em Boston College levou a sua posterior contratação como o primeiro treinador do Jacksonville Jaguars. Em oito temporadas em Jacksonville, eles fizeram quatro partidas consecutivas nos playoffs e foram para a Final da AFC duas vezes. Na primeira vez, apenas no segundo ano de existência da equipe (1996), os Jaguars se classificaram para os playoffs no último jogo da temporada regular e derrubaram os favoritos Buffalo Bills e Denver Broncos. Ele foi nomeado Treinador do Ano da NFL pela United Press International. Coughlin novamente levaria os Jaguars para a Final da AFC em 1999, depois de alcançar uma campanha de 14-2 na temporada regular.
No entanto, em ambas as aparições na Final da AFC, os Jaguars foram derrotados: em 1996, pelo New England Patriots e em 1999, pelo Tennessee Titans.
Os Jaguars de Coughlin venceu 49 jogos da temporada regular em seus primeiros cinco anos como treinador principal, uma média notável para uma equipe de expansão. Mas o recorde dos times nos próximos três anos foi de apenas 19-29 e após um final de 6-10 em 2002, Coughlin foi demitido pelo proprietário Wayne Weaver.
Ele terminou sua carreira de oito anos em Jacksonville com um 68 vitórias e 60 derrotas em temporada regular e um 4 vitórias em oito jogos nos playoffs.
Em 2011, depois de vender os Jaguars para Shahid Khan, Weaver disse que, ao relembrar seu tempo como dono, um de seus maiores arrependimentos foi demitir Coughlin.

### New York Giants (2004–2015)
Depois de estar fora do futebol americano em 2003, Coughlin foi contratado para substituir Jim Fassel como treinador do New York Giants em janeiro de 2004. Ele herdou uma equipe que terminou com uma campanha de 4-12 em 2003.
Quando Coughlin assumiu, os Giants estavam tentando montar uma troca para conseguir a primeira escolha no draft. Naquele ano, o San Diego Chargers realizou essa escolha e a seleção esperada foi o quarterback de Mississippi, Eli Manning, que deixou claro que queria jogar pelos Giants. No dia do draft, os Giants selecionaram o quarterback de North Carolina, Philip Rivers, e o trocaram com os Chargers por Manning. O quarterback Kerry Collins, ficou furioso com a jogada e exigiu sua dispensa. Para preencher esse papel, os Giants assinaram com Kurt Warner que havia sido dispensado pelo St. Louis Rams.
Sob o comando de Warner, Coughlin levou os Giants a cinco vitórias em seus primeiros sete jogos. No entanto, com a equipe tendo perdido seus próximos dois, Coughlin decidiu que Warner, não poderia mais fazer o trabalho e botou Manning como titular no décimo jogo. O treinador recebeu críticas de alguns que achavam que o movimento representava uma rendição da temporada de 2004, já que sua campanha de 5-4 significava que os Giants ainda estavam em disputa nos playoffs. A série de derrotas dos Giants chegou a oito jogos antes de Manning derrotar o Dallas Cowboys no último jogo da temporada.
Outro grande impacto que Coughlin teria sobre os Giants foi a resolução dos problemas de Tiki Barber. Entre 2000-2004, Barber perdeu a bola 19 vezes. Simplesmente ensinando Barber a usar uma pegada diferente na bola, Coughlin reduziu os fumble de Barber a apenas um na temporada de 2005. Barber também viu seu aumento de produção significativamente, estabelecendo seus mais altos números da carreira em corrida e no total de jardas a cada ano sob o comando de Coughlin.
A mudança inicial de Coughlin para Manning, no entanto, renderia dividendos em 2005, quando Manning e os Giants tiveram uma campanha de 11-5 na segunda temporada de Coughlin e venceram a NFC East pela primeira vez desde 2000. No entanto, um desempenho muito fraco de Manning e os Giants perderam por 23-0 pro Carolina Panthers no Giants Stadium.

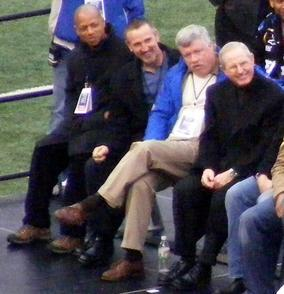
O GM Jerry Reese, o coordenador defensivo Steve Spagnuolo, o coordenador ofensivo Kevin Gilbride e Coughlin no Giants Stadium

Chegando à temporada de 2006, as expectativas para os Giants eram altas. Em pouco mais de dois anos como técnico principal do Giants, Coughlin transformou os Giants de um time que era o último colocado a um possível concorrente ao Super Bowl.
Numerosas lesões, penalidades excessivas e um grande número de rotatividade foram os principais responsáveis pela espiral descendente dos Giants de 2006. A mídia perseguiu Coughlin com perguntas sobre as diferenças entre ele e Barber, e os fãs estavam começando a ficar inquietos com a performance do técnico; durante uma derrota por 30-7 para o New Orleans Saints, um forte "Fire Coughlin" irrompeu no Giants Stadium. Os Giants se recuperaram com uma vitória no último jogo da temporada contra o Washington Redskins, garantindo assim um lugar nos playoff e talvez salvando o trabalho de Coughlin no processo.
No entanto, Coughlin e os Giants perderam para o Philadelphia Eagles por 23-20 na primeira rodada dos playoffs. Em 10 de janeiro de 2007, foi anunciado que Coughlin receberia uma prorrogação de um ano em seu atual contrato até a temporada de 2008, mas como a política da equipe dos Giants é nunca ter um técnico no último ano de seu contrato, isso só garantiu que Coughlin continuaria como treinador principal dos Giants em 2007.
Em 7 de fevereiro de 2007, Tiki Barber cumpriu oficialmente sua ameaça de se aposenta. Ele citou inúmeras queixas sobre as habilidades de liderança de Eli Manning e o estilo de Coughlin como decisões de se aposentar no que parecia o auge de sua carreira.

#### Sucesso no Super Bowl (2007–2009)

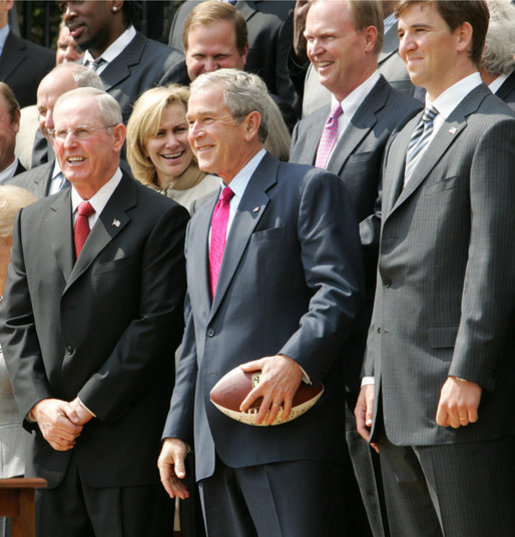
Coughlin com o Presidente Bush em 30 de abril de 2008.

Na temporada de 2007, os Giants começaram novamente mal com uma campanha de 0-2. No entanto, a equipe se recuperou e ganhou 6 jogos seguidos. A equipe chegou aos playoffs pelo terceiro ano consecutivo. Coughlin e os Giants tiveram sua primeira vitória nos playoffs em sete anos, quando sua equipe derrotou o Tampa Bay Buccaneers por 24-14. Os Giants derrotaram também o Dallas Cowboys nos Playoffs de Divisão por 21-17. A vitória sobre os Cowboys foi seguida por uma vitória por 23-20 na prorrogação contra o Green Bay Packers na Final da NFC. Esta vitória criou a primeira aparição de Coughlin em um Super Bowl como treinador principal.
O Super Bowl XLII aconteceu em Glendale, Arizona, em 3 de fevereiro de 2008. O jogo opôs os New York Giants de Coughlin (13-6) contra o invicto New England Patriots (18-0), treinado por Bill Belichick. Os Giants venceram os Patriots por 17-14 em uma das maiores surpresas da história da NFL. A virada daria a Coughlin seu primeiro anel do Super Bowl como treinador principal.
Antes do início dos treinamentos dos Giants em maio de 2008, Coughlin e os Giants foram convidados pelo presidente Bush à Casa Branca para homenagear sua vitória no Super Bowl XLII. A vitória no Super Bowl levou a Coughlin um contrato de quatro anos no valor de quase US $ 21 milhões nos Giants até 2011. O acordo o transformou em um dos treinadores mais bem pagos da NFL.
Recém saído da temporada do Super Bowl, a equipe foi mais uma vez para os playoffs mas foram derrotos no Divisional Round pelo Philadelphia Eagles. Os Giants terminaram com uma campanha de 8- 8 em 2009, apesar do sólido jogo ofensivo, no entanto, a defesa enfrentou dificuldades durante toda a temporada e não foram para os playoffs. Em 2010, eles tiveram uma campanha de 9-5 e não foram para os playoff mais uma vez, o futuro de Coughlin se tornou incerto.
No entanto, em 24 de julho de 2011, ele assinou uma extensão de contrato de um ano para permanecer com os Giants até o final da temporada de 2012.

#### Segundo Super Bowl (2011)
As expectativas de muitos analistas e fãs eram muito baixas. Os Giants terminaram com uma campanha de 9–7 e como campeão da NFC East. Em seu primeiro jogo nos playoffs desde a rodada Divisional NFC de 2008, eles derrotaram o Atlanta Falcons por 24–2. No jogo da divisão de 2012, Coughlin levou os Giants para uma vitória por 37-20 sobre o Green Bay Packers. Na semana seguinte, ele levou os Giants a uma vitória por 20-17 na prorrogação sobre o San Francisco 49ers na Final da NFC.
Em 5 de fevereiro de 2012, os Giants de Coughlin derrotaram os Patriots por 21-17 no Super Bowl XLVI, tornando Coughlin o treinador mais velho a vencer um Super Bowl.
Em 6 de junho de 2012, foi anunciado que ele havia assinado uma extensão de contrato para mantê-lo com os Giants até pelo menos 2014. Ao mesmo tempo, Coughlin anunciou que gostaria de treinar até os seus setenta anos. Em julho de 2012, Coughlin foi o vencedor do prêmio de melhor treinador / gerente ESPY 2012.

#### Seca de playoffs (2012–2014)
Infelizmente para Coughlin, os Giants não conseguiram chegar aos playoffs na temporada de 2012, apesar de começarem a temporada por 6-2 e terminar novamente em 9-7. Isso se deveu, em grande parte, a duas derrotas para o Atlanta Falcons e para o Baltimore Ravens nas semanas 15 e 16, respectivamente.
Pior ainda, os Giants começaram a temporada com 0-6 em 2013 pela primeira vez desde 1976. John Mara, o coproprietário dos Giants, afirmou que o tempo de Coughlin com os Giants poderia estar acabando. Os Giants terminaram a temporada de 2013 com uma campanha de 7-9.
Em 21 de fevereiro de 2014, Coughlin disse a repórteres no Combine de 2014 que ele concordou com uma prorrogação de um ano em seu contrato. Este movimento permitiu-lhe permanecer como treinador principal dos Giants durante a temporada de 2015. Em 11 de março de 2015, os Giants estenderam seu contrato até a temporada de 2016.

#### Temporada de 2015
As crítica de Coughlin durante toda a temporada atingiu o pico na semana 15, depois de uma derrota por 38-35 para o Carolina Panthers em que Coughlin deixou o astro Odell Beckham Jr. no jogo, apesar do seu comportamento em campo, resultando em uma enorme quantidade de faltas pessoais.
Em 4 de janeiro de 2016, Coughlin renunciou ao cargo de treinador principal dos Giants. Em um comunicado divulgado pelos Giants naquele dia, Coughlin escreveu: "Eu me encontrei com John Mara e Steve Tisch esta tarde e os informei que é do interesse da organização que eu pare como treinador. Eu acredito firmemente que era o momento certo para mim e minha família."
Os Giants terminaram a temporada de 2015 com 6-10. Mais tarde foi revelado que Coughlin foi realmente forçado a renunciar pelos Giants.

### Retorno ao Jacksonville Jaguars
Após sua renúncia forçada como treinador dos Giants, Coughlin assumiu uma posição executiva no Jacksonville Jaguars, onde atualmente atua como vice-presidente executivo de operações de futebol.
Em janeiro de 2018, os Jaguars alcançaram a Final da AFC pela primeira vez desde que ele era o treinador dos Jaguares em 1999.
Em 23 de fevereiro de 2018, os Jaguars estenderam o contrato de Coughlin até 2021.
Em dezembro de 2019, o dono dos Jaguars, o empresário Shahid Khan, anunciou que havia demitido Tom Coughlin. Reclamações de jogadores, má decisões administrativas do elenco e reclamações da Associação de Jogadores (NFLPA) teriam forçado Khan a demiti-lo.

## Vida Pessoal
Coughlin é o mais velho dos sete filhos. Ele e sua esposa Judy têm duas filhas, Keli e Katie, e dois filhos, Brian e Tim. Ele tem onze netos.
Coughlin é um católico romano praticante. Enquanto estava com os Giants, Coughlin morou em Park Ridge, Nova Jersey.
Enquanto estava em uma turnê de treinadores no Iraque em 2009, Coughlin e seus colegas treinadores Jeff Fisher, Jon Gruden, Bill Cowher e John Harbaugh ficaram em um dos antigos palácios de Saddam Hussein.
Em 2012, Coughlin foi premiado com a terceira maior honra dentro do Departamento de Prêmios do Exército Civil, o prêmio Outstanding Civilian Service, por contribuições substanciais para a comunidade do Exército dos EUA, enquanto servia como treinador do New York Giants.
Em julho de 2016, Coughlin foi contratado para ser um conselheiro sênior do departamento de operações de futebol da NFL, e em 14 de novembro de 2016, durante o intervalo do jogo entre os Giants e o Cincinnati Bengals no MetLife Stadium, Coughlin foi introduzido no Hall da Fama dos Giants.
Em julho de 2017, Coughlin recebeu o Prêmio Arents, que é a mais alta honraria de ex-alunos da Universidade de Syracuse.

## Fundação
Coughlin criou o Jay Fund, oficialmente a Fundação Tom Coughlin Jay Fund em 1996, enquanto treinava em Jacksonville, na Flórida. A fundação tem o nome de Jay McGillis, um jogador do Boston College que foi diagnosticado e morreu de leucemia durante o mandato de Coughlin como treinador principal.
A organização sem fins lucrativos é dedicada a ajudar "crianças com leucemia e outros cânceres e suas famílias, fornecendo apoio emocional e financeiro para ajudar a reduzir o estresse associado ao tratamento e melhorar sua qualidade de vida", de acordo com a declaração de missão da fundação.
A partir do início de 2017, o fundo havia desembolsado mais de US $ 8 milhões e assistido mais de 4.000 famílias de crianças com câncer.

## Estatísticas

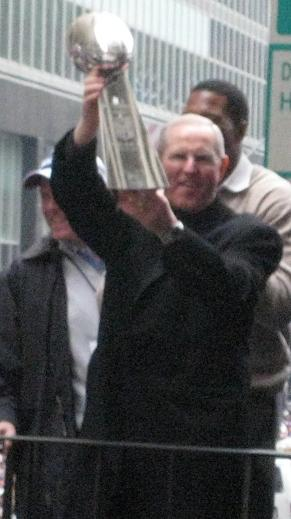
Coughlin no desfile do New York Giants depois da vitória no Super Bowl em Nova York, 5 de fevereiro de 2008

### Universidade
| Boston College Eagles (Big East Conference) (1991–1993) |                 |         |       |    |                               |  |  |
| 1991                                                    | Boston College  | 4–7     | 2–4   | 7º |                               |  |  |
| 1992                                                    | Boston College  | 8–3–1   | 2–1–1 | 3º | Perdeu o Hall of Fame de 1993 |  |  |
| 1993                                                    | Boston College  | 9–3     | 5–2   | 3º | Ganhou o Carquest em 1994     |  |  |
| Boston College:                                         | Boston College: | 21–13–1 | 9–7–1 |    |                               |  |  |
| Total:                                                  | Total:          | 37–28–3 |       |    |                               |  |  |
|                                                         |                 |         |       |    |                               |  |  |

### NFL
| Time                 | Ano                  | Temporada Regular | Temporada Regular | Temporada Regular | Temporada Regular | Temporada Regular | Pós-Temporada | Pós-Temporada | Pós-Temporada | Pós-Temporada                                                |
| Time                 | Ano                  | V                 | D                 | E                 | %                 | Classificação     | V             | D             | PCT           | Resultado                                                    |
| -------------------- | -------------------- | ----------------- | ----------------- | ----------------- | ----------------- | ----------------- | ------------- | ------------- | ------------- | ------------------------------------------------------------ |
| JAX                  | 1995                 | 4                 | 12                | 0                 | 25%               | 5º na AFC Central | –             | –             | –             | –                                                            |
| JAX                  | 1996                 | 9                 | 7                 | 0                 | 56,3%             | 2º na AFC Central | 2             | 1             | 66,7%         | Perdeu para o New England Patriots na Final da AFC.          |
| JAX                  | 1997                 | 11                | 5                 | 0                 | 68,8%             | 2º na AFC Central | 0             | 1             | 00%           | Perdeu para o Denver Broncos no Wild Card.                   |
| JAX                  | 1998                 | 11                | 5                 | 0                 | 68,8%             | 1º na AFC Central | 1             | 1             | 50%           | Perdeu para o New York Jets no AFC Divisional Game.          |
| JAX                  | 1999                 | 14                | 2                 | 0                 | 87,5%             | 1º na AFC Central | 1             | 1             | .500          | Perdeu para o Tennessee Titans na Final da AFC Championship. |
| JAX                  | 2000                 | 7                 | 9                 | 0                 | 43,8%             | 4º na AFC Central | –             | –             | –             | –                                                            |
| JAX                  | 2001                 | 6                 | 10                | 0                 | 37,5%             | 5º na AFC Central | –             | –             | –             | –                                                            |
| JAX                  | 2002                 | 6                 | 10                | 0                 | 37,5%             | 3º na AFC South   | –             | –             | –             | –                                                            |
| Total com os Jaguars | Total com os Jaguars | 68                | 60                | 0                 | 53,1%             |                   | 4             | 4             | 50%           |                                                              |
| NYG                  | 2004                 | 6                 | 10                | 0                 | 37,5%             | 2º na NFC East    | –             | –             | –             | –                                                            |
| NYG                  | 2005                 | 11                | 5                 | 0                 | 68,8%             | 1º na NFC East    | 0             | 1             | 00%           | Perdeu para o Carolina Panthers no Wild Card.                |
| NYG                  | 2006                 | 8                 | 8                 | 0                 | 50%               | 3º na NFC East    | 0             | 1             | 00%           | Perdeu para o Philadelphia Eagles no Wild Card.              |
| NYG                  | 2007                 | 10                | 6                 | 0                 | 62,5%             | 2º na NFC East    | 4             | 0             | 100%          | Campeão do Super Bowl XLII.                                  |
| NYG                  | 2008                 | 12                | 4                 | 0                 | 75%               | 1º na NFC East    | 0             | 1             | 00%           | Perdeu para o Philadelphia Eagles na NFC Divisional Game.    |
| NYG                  | 2009                 | 8                 | 8                 | 0                 | 50%               | 3º na NFC East    | –             | –             | –             | –                                                            |
| NYG                  | 2010                 | 10                | 6                 | 0                 | 62,5%             | 2º na NFC East    | –             | –             | –             | –                                                            |
| NYG                  | 2011                 | 9                 | 7                 | 0                 | 56,3%             | 1º na NFC East    | 4             | 0             | 100%          | Campeão do Super Bowl XLVI.                                  |
| NYG                  | 2012                 | 9                 | 7                 | 0                 | 56,3%             | 2º na NFC East    | –             | –             | –             | –                                                            |
| NYG                  | 2013                 | 7                 | 9                 | 0                 | 43,8%             | 3º na NFC East    | –             | –             | –             | –                                                            |
| NYG                  | 2014                 | 6                 | 10                | 0                 | 37,5%             | 3º na NFC East    | –             | –             | –             | –                                                            |
| NYG                  | 2015                 | 6                 | 10                | 0                 | 37,5%             | 3º na NFC East    | –             | –             | –             | –                                                            |
| NYG total            | NYG total            | 102               | 90                | 0                 | 53,1%             |                   | 8             | 3             | 72,7%         |                                                              |
| Total                | Total                | 170               | 150               | 0                 | 53,1%             |                   | 12            | 7             | 63,2%         |                                                              |